# Esquí náutico en los Juegos Suramericanos de Playa de 2014
El esquí náutico en los Juegos Suramericanos de Playa de La Guaira 2014 estuvo compuesto con dos torneos, masculino y femenino.

## Medallero
| Núm.  | País      | Oro | Plata | Bronce | Total |
| ----- | --------- | --- | ----- | ------ | ----- |
| 1     | Colombia  | 3   | 0     | 1      | 4     |
| 2     | Argentina | 1   | 3     | 2      | 6     |
| 3     | Venezuela | 1   | 1     | 0      | 2     |
| 4     | Chile     | 1   | 0     | 1      | 2     |
| 5     | Brasil    | 0   | 2     | 1      | 3     |
| 6     | Perú      | 0   | 0     | 1      | 1     |
| Total | Total     | 6   | 6     | 6      | 18    |

## Resultados

### Eventos masculinos
| Evento                 | Oro                            | Plata                   | Bronce                   |
| ---------------------- | ------------------------------ | ----------------------- | ------------------------ |
| Figuras (16 de mayo)   | Emile Ritter 4010              | Marcelo Girardi 3060    | Santiago Correa 2170     |
| Slalom (17 de mayo)    | Santiago Correa 2,50/58/11     | Martin Lopez 5,00/58/13 | Mario Mustafa 4,00/58/13 |
| Wakeboard (17 de mayo) | Juan Vicente Mendez Mena 82,89 | Marcelo Girardi 73,67   | Alejo de Palma 62,33     |

### Evento femenino
| Evento                 | Oro                           | Plata                       | Bronce                       |
| ---------------------- | ----------------------------- | --------------------------- | ---------------------------- |
| Figuras (16 de mayo)   | Lucia Palacio 2470            | Violeta Mociulsky 2320      | Josefa Gonzalez 2240         |
| Slalom (17 de mayo)    | Lucia Palacio 1,00/55/13      | Mara Malarczuk 2,50/55/14   | Violeta Mociulsky 1,00/55/16 |
| Wakeboard (17 de mayo) | Maria Victoria de Armas 43,78 | Carolina Ana Chamorro 41,78 | Gabriela Rondi 39,44         |